# Riley 1.5
Riley 1.5 und Wolseley 1500 waren Pkw-Modelle von Riley bzw. Wolseley.

## Beschreibung
Die beiden Modelle haben die Bodenplatte, Radaufhängung und Lenkung des Morris Minor, aber den größeren 1489 cm³ - Motor der B-Serie und eine eigenständige Karosserie. Die beiden Fahrzeuge wurden 1957 herausgebracht und unterschieden sich in der Leistung um fast 20 bhp (15 kW), wobei der Riley durch die beiden SU-Vergaser 68 bhp (50 kW) entwickelte.
Im Mai 1960 erschien der Riley 1.5 Series II. Das deutlichste Unterscheidungsmerkmal zur 1. Serie sind die verdeckten Scharniere für Motorhaube und Kofferraumdeckel.
Der Wolseley 1500 Series II erschien im Oktober 1961 mit überarbeitetem Kühlergrill und anderen Rückleuchten.
1965 wurde die Produktion beider Modelle eingestellt. Vom Riley wurden 39.568 Stück hergestellt, vom Wolseley 103.394.
Motoren:
- 1.2 Liter (1200 cm³) BMC B-Series 4-Zylinder-Reihenmotor, nur für den irischen Markt
- 1.5 Liter (1489 cm³) BMC B-Series 4-Zylinder-Reihenmotor, 50–68 bhp (37–50 kW)

Zu seiner Zeit ist der Riley erfolgreich als Renn- und Rallyefahrzeug eingesetzt worden und kann heute noch bei historischen Wettbewerben beobachtet werden.
In Australien gab es Varianten dieses Modells mit einfacherer Ausstattung, den Austin Lancer und den Morris Major. Diese Modelle wurden in Europa nicht angeboten.